# Lista de prefeitos de Vitória do Jari
Esta é a lista de prefeitos do município de Vitória do Jari, estado brasileiro do Amapá
| Nº | Nome                                                                      | Imagem                                       | Partido                                      | Início do mandato      | Fim do mandato                           | Observações                                 |
| 1  | Joaquim Cardoso Santos                                                    |                                              | Partido Progressista Reformador PPR          | 8 de setembro de 1994  | 31 de dezembro de 1996                   | Prefeito nomeado pelo governador do estado. |
| 2  | Luiz de França Magalhães Barroso (Barreirinhas, 30.08.1953–)              |                                              | Partido Democrático Trabalhista PDT          | 1° de janeiro de 1997  | 31 de dezembro de 2000                   | Prefeito eleito em sufrágio universal.      |
| 2  | Luiz de França Magalhães Barroso (Barreirinhas, 30.08.1953–)              | Partido da Social Democracia Brasileira PSDB | 1° de janeiro de 2001                        | 31 de dezembro de 2004 | Prefeito reeleito em sufrágio universal. |                                             |
| 3  | Adelson Ferreira de Figueiredo (Santo Antônio do Tauá, 17.11.1964–)       |                                              | Partido Trabalhista do Brasil PTdoB          | 1° de janeiro de 2005  | 31 de dezembro de 2008                   | Prefeito eleito em sufrágio universal.      |
| 4  | Luiz de França Magalhães Barroso, Luiz Beirão (Barreirinhas, 30.08.1953–) |                                              | Partido da Social Democracia Brasileira PSDB | 1° de janeiro de 2009  | 31 de dezembro de 2012                   | Prefeito eleito em sufrágio universal.      |
| 5  | Raimundo de Alcimar Ney de Souza, Dielson (Mazagão, 25.02.1976–)          |                                              | Partido dos Trabalhadores PT                 | 1° de janeiro de 2013  | 31 de dezembro de 2016                   | Prefeito eleito em sufrágio universal.      |
| 5  | Raimundo de Alcimar Ney de Souza, Dielson (Mazagão, 25.02.1976–)          | 1° de janeiro de 2017                        | Partido dos Trabalhadores PT                 | 31 de dezembro de 2020 | Prefeito reeleito em sufrágio universal. |                                             |
| 6  | Ary Duarte da Costa (Gurupá, 27.11.1982–)                                 |                                              | Democratas DEM                               | 1° de janeiro de 2021  | 31 de dezembro de 2024                   | Prefeito eleito em sufrágio universal.      |
| 6  | Ary Duarte da Costa (Gurupá, 27.11.1982–)                                 | União Brasil UNIÃO                           | 1° de janeiro de 2025                        | Atualidade             | Prefeito reeleito em sufrágio universal. |                                             |